# アトリムスチン
アトリムスチン（英：Atrimustine（INN））（開発コードネームKM-2210、former tentative商品名Kregan）は、ベストラブシル（英：bestrabucil）またはブスラムスチン（英：busramustine）としても知られる細胞増殖抑制性の抗癌剤であり、日本では呉羽化学工業（現クレハ）が乳癌および非ホジキンリンパ腫の治療薬、また骨髄移植レシピエントにおける移植片対宿主病の予防薬として開発中だった。アトリムスチンは、エストラジオールとクロラムブシルのエステルconjugateの安息香酸エステルであり、乳房や骨などのエストロゲン受容体positive組織に対して標的・部位特異的な細胞増殖抑制をもたらす。がん治療薬としてpreregistrationされたが、最終的には開発中止となった。臨床試験におけるアトリムスチンのエストロゲン作用による副作用には、不正出血と女性化乳房があった。1980年に初めて特許を取得した。